# Mohonera
Mohonera är en ort i Mexiko.   Den ligger i kommunen Cocula och delstaten Guerrero, i den södra delen av landet, 150 km söder om huvudstaden Mexico City. Mohonera ligger 577 meter över havet och antalet invånare är 326.
Terrängen runt Mohonera är varierad. Mohonera ligger nere i en dal. Runt Mohonera är det ganska tätbefolkat, med 56 invånare per kvadratkilometer. Närmaste större samhälle är Cocula, 7,9 km norr om Mohonera. I omgivningarna runt Mohonera växer huvudsakligen savannskog.